# Palazzo Orfitelli

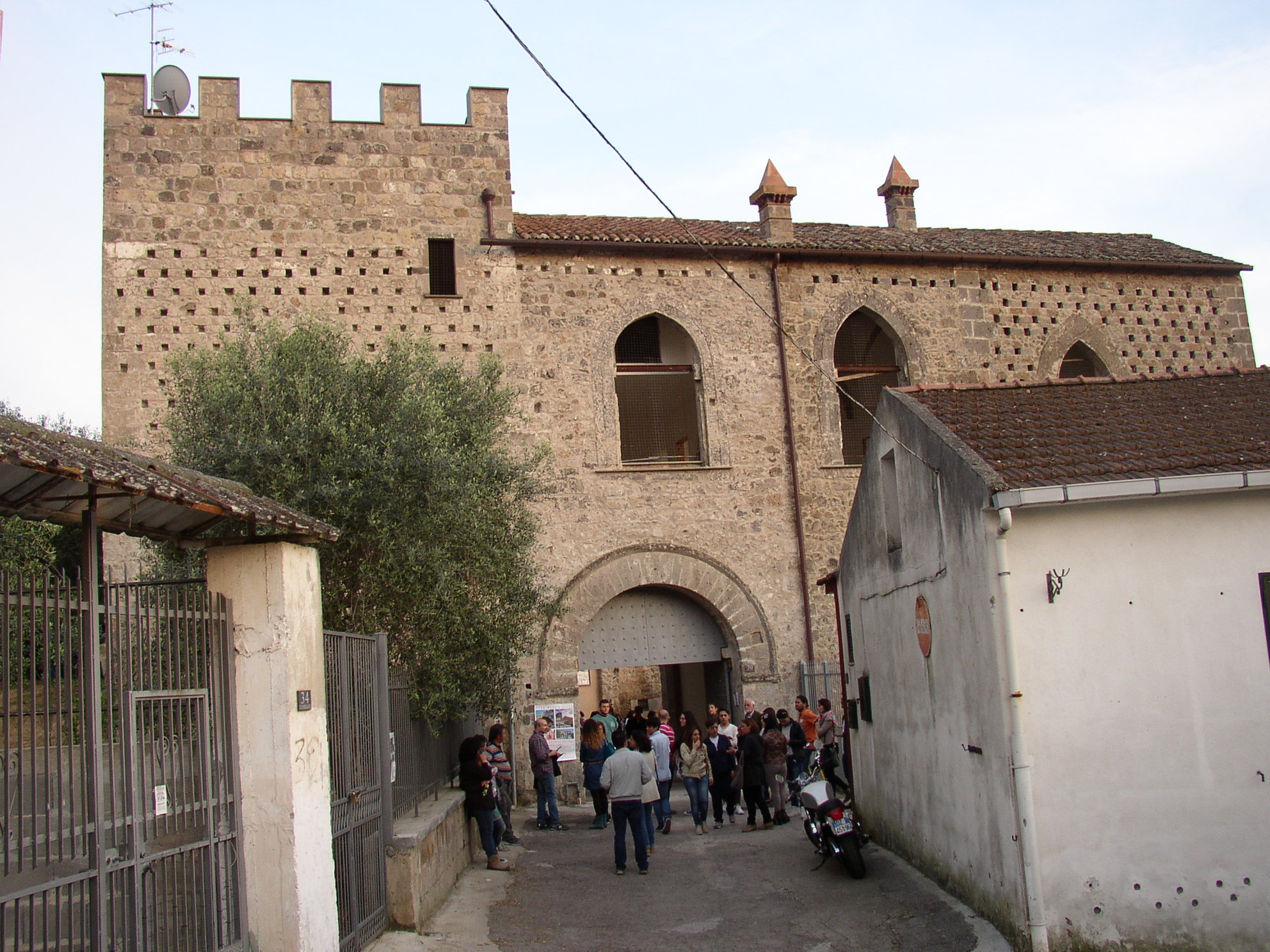
Palazzo Orfitelli in Caserta

Der Palazzo Orfitelli ist ein Palast aus dem 14. oder 15. Jahrhundert in Caserta in der italienischen Region Kampanien. Er liegt im Viertel Piedemonte di Casolla an der Via San Pietro ad Montes.

## Geschichte
Seinen Namen trägt der Palast, weil er bis 1862 der Familie Orfitelli gehörte. Aus diesem Jahr stammt auch der erste historische Hinweis auf dieses Gebäude, das jedoch offensichtlich bereits im Mittelalter erbaut wurde.
Die Familie Orfitelli erscheint erstmalig 1749 im Katasterverzeichnis von Caserta, wo sie als „Ossitelli“ verzeichnet sind, die in Staturano, einem Viertel von Caserta, wohnten, das heute ein paar Meter entfernt von dem Palast beginnt. Don Tomaso, der Kaplan des benachbarten Viertels Casolla, war Priester der Familie Orfitelli, wie 1773 bei Esperti erwähnt.
Die von Francesco Pistilli und Giuseppe Venditto Anfang der 2000er-Jahre begonnene Restaurierung hat ein glänzendes, spätgotisches Haus enthüllt, da bis dahin (und wer weiß, wie lange) unter einem anonymen Landhaus verborgen war.
Unbekannt sind die ursprünglichen Eigentümer und die genaue Bauzeit, die aber sicherlich im Mittelalter lag. Die Vorschläge schwanken zwischen dem 13. Jahrhundert (auf Basis keramischer Fragmente, die bei den Restaurierungsarbeiten gefunden wurden) und dem 15. Jahrhundert. Da es im Schlussstein eines der Fensterrahmen eine französische Lilie gibt, könnte der Auftrag zum Bau des Palastes aus dem Umfeld des Königshofes Anjou-Durazzo kurz vor oder während der Thronbesteigung gekommen sein.

## Standort und Beschreibung
Das Gebäude steht in einem der historischen Viertel Casertas, Piedimonte, in einem eher ländlichen als städtischen Ambiente. Dieser Standort war im Mittelalter von großer Bedeutung: Das Gebäude liegt direkt an der Straße, die von Caserta in der Ebene zum heutigen Casertavecchia hinaufführt. Darüber hinaus liegt er direkt vor und in geringer Entfernung von der Abtei San Pietro ad Montes.
Die Ausmaße des Palastes und einige dekorative Details sind als Indizien für einen reichen und kultivierten Auftraggeber anerkannt. Die offene und wenig befestigte Natur des Gebäudes (trotz seiner isolierten Lage auf dem Land) lässt es als eine angenehme Wohnstatt erscheinen.

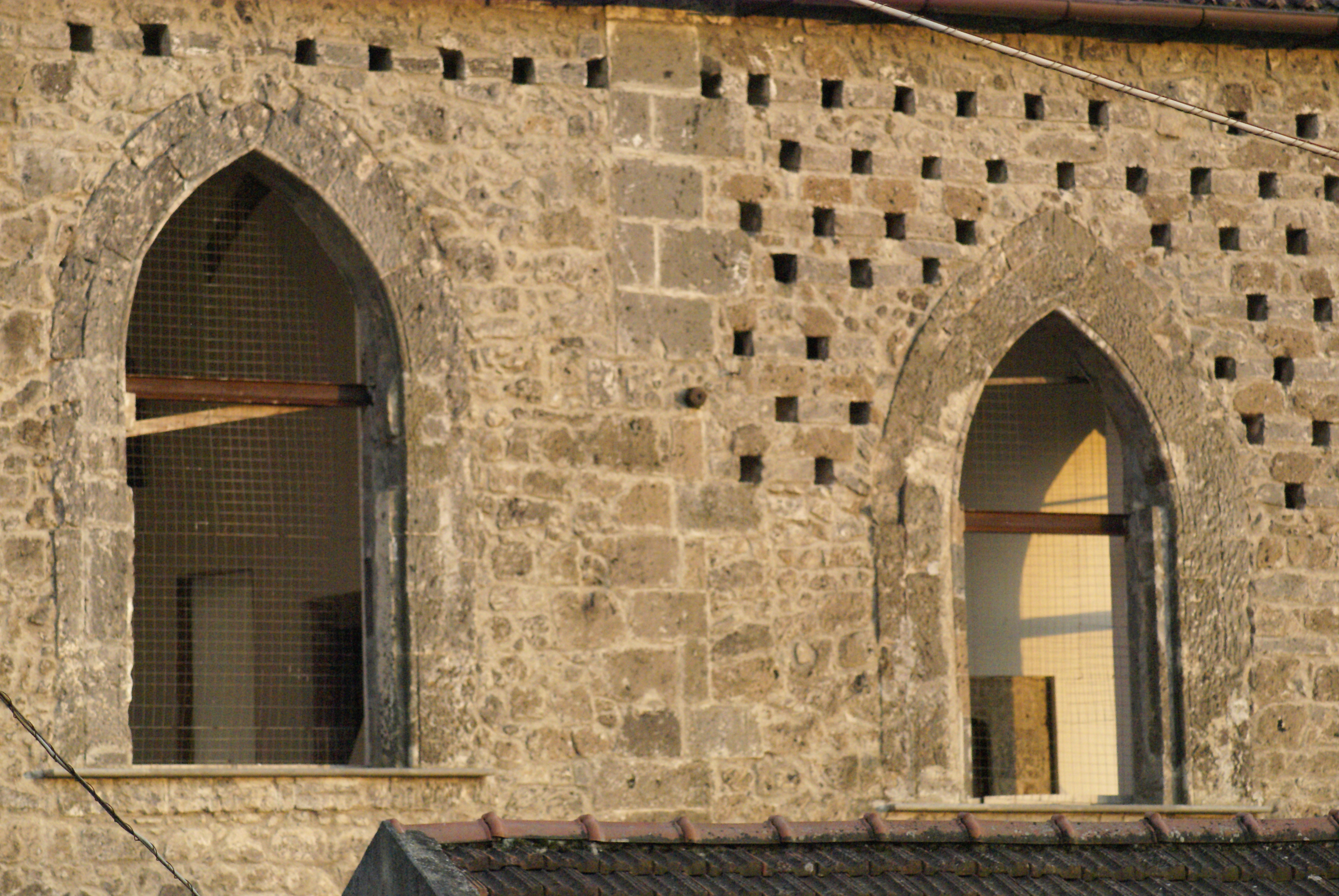
Spätgotische Fenster an der Fassade

Der Palast hat einen L-förmigen Grundriss; der Hof ist zu der Seite, die sich zum offenen Land hin öffnet, offen und bietet so ein Panorama des Vesuv, der Vorberge des Apennin, der Lattari-Berge und der Inseln des Golfes von Neapel. Das Mauerwerk besteht aus Tuffblöcken, die ziemlich regelmäßig geschnitten sind.

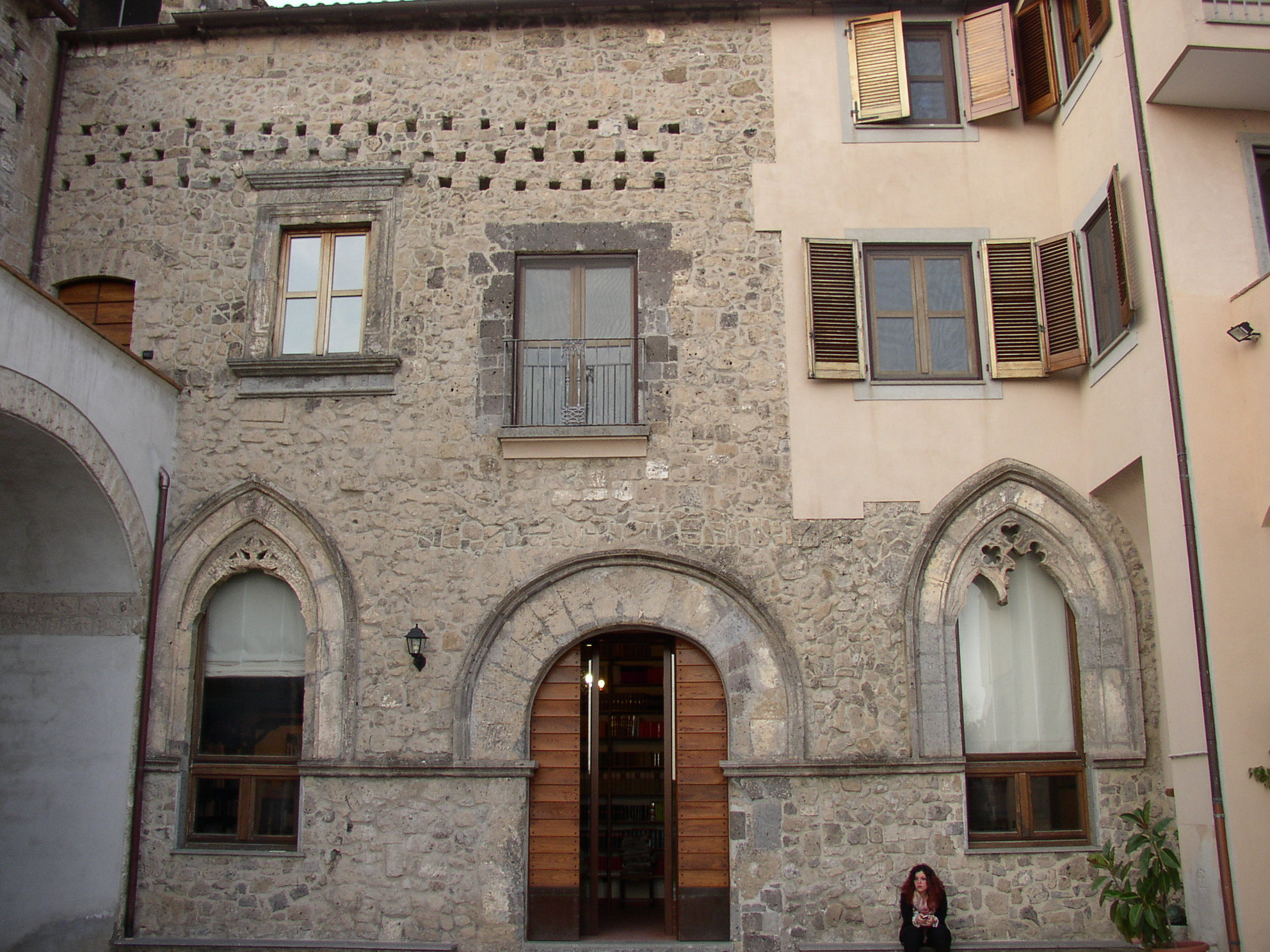
Nordseite des Innenhofes

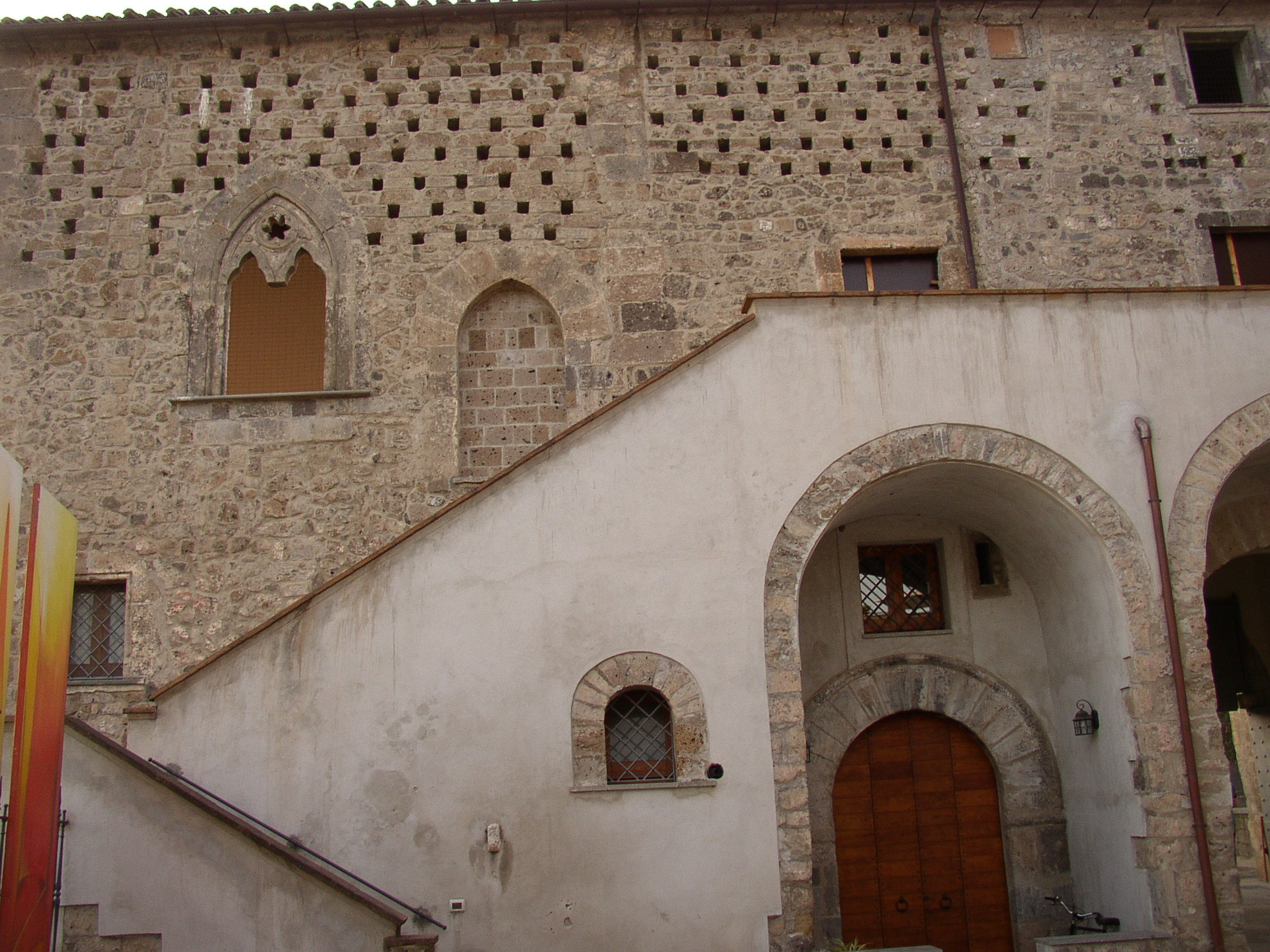
Westseite des Innenhofes

Ein richtiger Turm mit quadratischem Grundriss und drei Stockwerken ist mit den beiden Flügeln des Gebäudes verbunden, von denen man annimmt, dass sie in verschiedenen Epochen errichtet worden sind, auch wenn diese noch nicht identifiziert sind.
In den Palast gelangt man durch ein Bogenportal, aber es gibt auch große Öffnungen mit Spitzbögen im Erdgeschoss an dieser Fassade.
Die großen Spitzbogenfenster sind zahlreich und von großem Interesse und Schönheit, ebenso wie die beiden rechteckigen aus der Renaissance; ihre Rahmen sind aus Tuffstein.

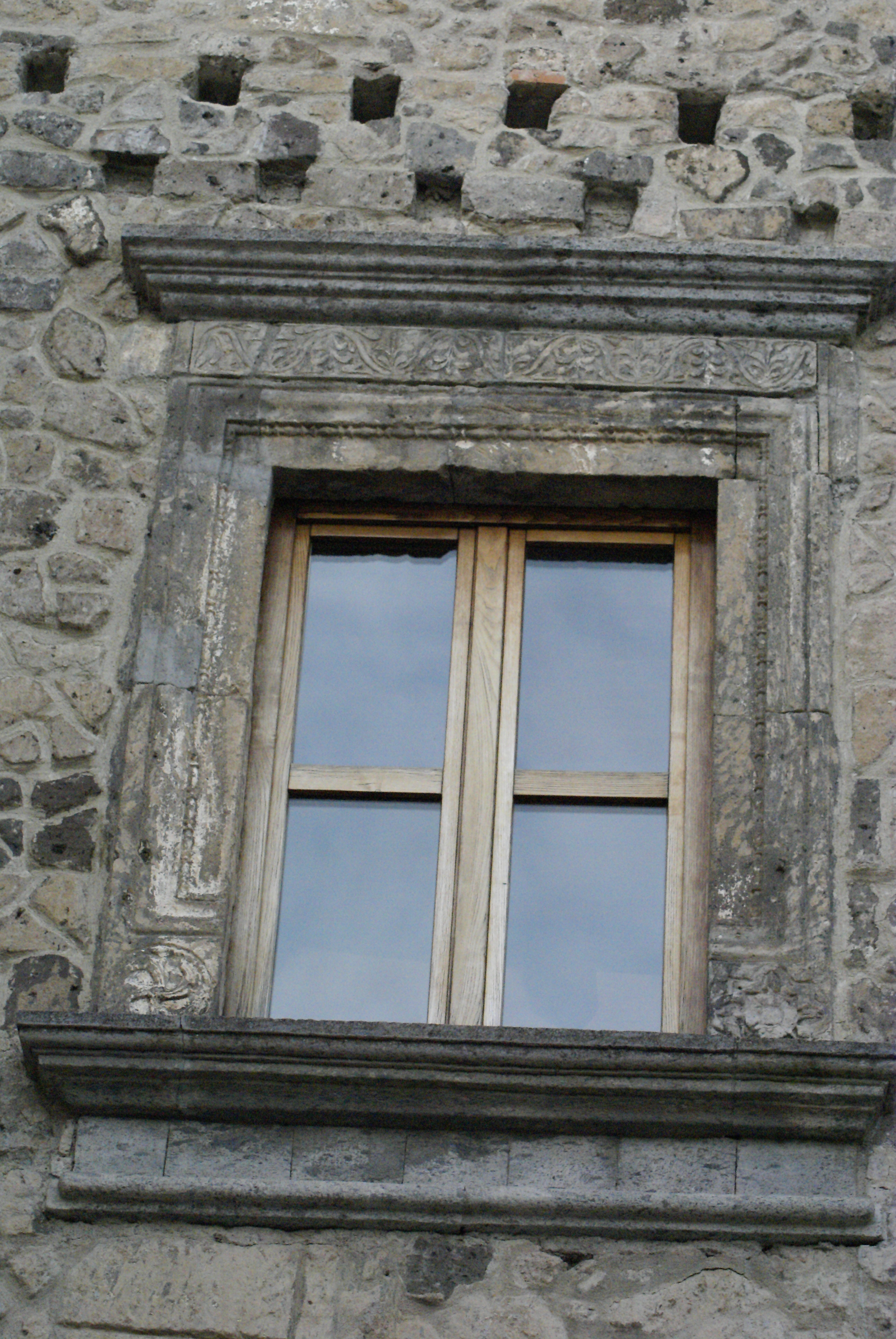
Renaissancefenster